# Jean-Marie Clamamus
Jean-Marie Clamamus, né le 28 juillet 1879 à Saint-Léger-des-Vignes (Nièvre) et mort le 5 février 1973 à Paris 9e, est un homme politique français.

## Biographie

### Militant socialiste
Issu d'une famille modeste, Jean-Marie Clamamus fait des études de droit commercial qui lui permettent de devenir comptable, puis directeur commercial et expert-comptable. Il milite activement à la Section française de l'Internationale ouvrière (SFIO) dès sa fondation en 1905, et contribue notamment à l'implantation du nouveau parti socialiste unifié dans les banlieues de Paris. Candidat aux élections municipales de 1919 à Bobigny sur la liste socialiste, il devient maire de cette ville après que la liste a été intégralement élue. Il conserve ce mandat jusqu'en 1944, avec une interruption entre 1939 et 1941.

### Personnalité communiste

#### Député de la Seine
En 1920, lors du Congrès de Tours, Jean-Marie Clamamus est de ceux qui choisissent de fonder le Parti communiste français (SFIC). En 1924, il est tête de liste du Bloc ouvrier et paysan, émanation électorale de la SFIC, dans la 4e circonscription de la Seine. Élu, il sera systématiquement réélu jusqu'en 1936. À la Chambre des députés, il se montre un député très actif, intervenant sur des questions sociales comme le logement, mais aussi sur d'autres sujets tels que la condition féminine ou l'éducation sexuelle (liberté de propagande ; prophylaxie anticonceptionnelle et légalisation de l’avortement). En 1924, il dépose un projet de loi tendant à attribuer des crédits aux communes pour l’équipement de ces quartiers mal-lotis, puis en 1927 une nouvelle proposition pour l’exécution immédiate des travaux de viabilité et d’assainissement, puis surtout s'investit en 1928 en présentant de nombreux amendements, puis en votant la loi Sarraut. Il est réélu député en 1928 lors d'un second scrutin après que le premier eut été annulé.

#### Maire de Bobigny
Il défend une politique anticléricale, ce qui en fait un grand adversaire du prêtre Pierre Lhande. Après la grève contre la guerre du Rif marquée par la fermeture de la mairie le 12 octobre 1925, Clamamus est suspendu deux mois et les séances du conseil municipal des 23 octobre et 14 novembre se tiennent en son absence.
En tant que maire de Bobigny, il engage une politique très volontariste de résorption de l'habitat insalubre. L'exemple de cette réussite est le Nouveau Village, doté en 1921 du gaz et en 1926 de l'éclairage électrique. Sa gestion de la ville sera source de quelques tensions avec la direction du Parti qui lui reproche son indépendance et son autoritarisme. Accusé d'indiscipline par le Parti, il est proche de l'exclusion en 1930.
Quand en 1930, Bobigny est retenu comme site d'implantation d'un hôpital franco-musulman sur un terrain propriété du conseil départemental de la Seine, il s'oppose à un « un projet qui ne sera d'aucune utilité pour la  commune (...) sera la source d'inconvénients de toute nature (...) », ne soignera « aucun malade de Bobigny » et craint de devoir supporter les frais d'inhumation des défunts « qui seront tous des indigents ». Clamamus sera absent de la cérémonie d'inauguration organisée le 22 mars 1935. Quand est retenu un autre terrain de 3 hectares dit de la friche de la Haute-Borne pour édifier un cimetière musulman, près du lotissement des Vignes, le maire s'y oppose également et boude la cérémonie d'inauguration organisée en 1937.

#### Sénateur de la Seine
Candidat aux élections sénatoriales de 1935, il est battu mais prend sa revanche quelques mois plus tard en profitant du départ de Pierre Laval qui choisit d'être sénateur du Puy-de-Dôme plutôt que de la Seine (il avait été élu dans les deux départements simultanément). Il bat André Grisoni, candidat radical indépendant lors de l'élection sénatoriale partielle organisée quelques semaines plus tard et se démet de son mandat de député le 12 mars 1936.

### Seconde Guerre mondiale, de la dissidence communiste à la collaboration
Après le déclenchement de la Seconde Guerre mondiale, Clamamus est suspendu de ses fonctions de maire par décret du 26 septembre 1939, mais quitte alors le PCF, rupture rendue publique le 12 octobre. En décembre, il approuva la formation du groupe parlementaire de l’Union populaire française par des députés communistes dissidents, puis le 19 janvier 1940, il s’abstient dans le vote par le Sénat sur la déchéance des parlementaires communistes et enfin le 10 juillet 1940, il vote pour les pleins pouvoirs au maréchal Pétain, tout en se ralliant au Parti ouvrier et paysan français créé par Marcel Gitton. Il n'est pas déchu de son mandat de sénateur. Au niveau municipal, il devient président de la délégation spéciale le 29 août 1941 et est renommé maire par arrêté préfectoral le 20 février 1942.
Leader du Parti populaire français, Jacques Doriot crée en 1940 un Rassemblement pour la Révolution nationale, composé d’anciens communistes passés au PPF ou désireux de s'en rapprocher dont Marcel Gitton (ex-secrétaire du PC aux côtés du Thorez et Duclos), Jean-Marie Clamamus, Marcel Capron, mais Clamamus, Capron et Gitton le quittent assez rapidement pour créer le Parti ouvrier et paysan français et s'engage dans la Collaboration.
Le 28 avril 1942, il est victime à son domicile d'une tentative d'attentat perpétrée par le détachement Valmy, spécialisé dans la liquidation des traîtres au parti communiste. Son fils est grièvement blessé. Deux autres tentatives, les 17 avril et 20 mai 1943, ne sont pas davantage couronnées de succès. Puis, dans la nuit du 12 août 1944, son garage est dynamité. Finalement, à la Libération, un commando FTP tente de l'interpeller chez lui le 26 août 1944. Alors qu'il est caché dans la cave, ils emmènent sa femme et son fils, entre-temps devenu milicien et compromis dans un trafic de cartes d'alimentation ; il est fusillé sommairement dans un verger du chemin de Groslay à Bobigny.

### Retrait de la vie politique après la guerre
Pour ces différentes raisons, Jean-Marie Clamamus est détenu pendant quelques mois, puis déclaré inéligible et condamné à dix ans de dégradation nationale en 1948. En dépit d'une mesure d'amnistie ultérieure, il ne reprend pas d'activité politique, écrit quelque temps pour le journal d'extrême droite Rivarol et meurt en 1973.